# Lijst van beelden in Aa en Hunze
Dit is een (onvolledige) chronologische lijst van beelden in Aa en Hunze. Onder een beeld wordt hier verstaan elk driedimensionaal kunstwerk in de openbare ruimte van de Nederlandse gemeente Aa en Hunze, waarbij beeld wordt gebruikt als verzamelbegrip voor sculpturen, standbeelden, installaties, gedenktekens en overige beeldhouwwerken.
De oudste beelden in de gemeente, zijn die van Apollo, Venus en Mercurius (van een onbekende kunstenaar). Deze beelden werden in de 18e eeuw aangeboden aan Albert Alingh, schulte van Gasselte. De beelden zouden in de Vechtstreek zijn gestolen.
Voor een volledig overzicht van de beschikbare afbeeldingen zie de categorie Beelden in Aa en Hunze op Wikimedia Commons.
| Geplaatst | Omschrijving                                 | Kunstenaar                    | Straat                                          | Plaats                   | Materiaal                                       | Afbeelding |
| --------- | -------------------------------------------- | ----------------------------- | ----------------------------------------------- | ------------------------ | ----------------------------------------------- | ---------- |
| < 1780    | Apollo, Venus en Mercurius                   | onbekend                      | Lutkenend                                       | Gasselte                 | marmer                                          |            |
| 1948      | oorlogsmonument                              | Paul Grégoire                 | Kerkbrink                                       | Rolde                    | natuursteen                                     |            |
| 1949      | oorlogsmonument                              | A.J. Lampe                    | Brink                                           | Gieten                   | zwerfsteen met koperen plaat                    |            |
| 1958      | Buste Prof. Jacob Elema                      | Bertus Sondaar                |                                                 | Marwijksoord             | brons                                           |            |
| 1971      | Beren                                        | E.H. van Dulmen Krumpelman    | Esakkers/Veldweg                                | Annen                    | beton                                           |            |
| 1972      | Het Hippiepaar                               | Jan Dekkers                   | Oude Groningerweg                               | Gieten                   | cement                                          |            |
| 1974      | Vreugdedans of De Dansende Dame              | Kees Verkade                  | hertenkamp                                      | Rolde                    | brons                                           |            |
| 1985      | De Boerhoornblazer                           | E.H. van Dulmen Krumpelman    | Gieterstraat                                    | Rolde                    | beton                                           |            |
| 1985      | De Veenarbeiders                             | Jef Depassé                   | Nieuwediep (gestolen 19-03-2011)                | Eexterveenschekanaal     | messing en hout                                 |            |
| 1985      | Zonder titel                                 | Kees van Renssen              | Eexterweg 12                                    | Gieten                   | keramiek                                        |            |
| 1987/2016 | De Brugafdraaister                           | Bert Kiewiet/Egbertje Kiewiet | bij Dorpshuis                                   | Annerveenschekanaal      | brons                                           |            |
| 1989      | Scheepsboeg                                  | Wladimir de Vries             | Semsstraat, bij Loksverlaat                     | Eexterveenschekanaal     | brons                                           |            |
| 1989      | Verleden heden en toekomst                   | Elisabet Stienstra            | Achter de Brinken                               | Gasselte                 | brons                                           |            |
| 1989      | De fontein                                   | Ralph Müller                  | Hoek Paterslaan/Van Veelenweg (boven het water) | Gasselternijveenschemond |                                                 |            |
| 1992      | De Markt                                     | Bert Kiewiet                  | Grolloërstraat                                  | Rolde                    | brons                                           |            |
| 1992      | Jampie                                       | Jaap Hartman                  | Plein 11                                        | Rolde                    | beton                                           |            |
| 1992      | De zilveren bloem in ruimtelijkheid          | Carlo Kroon                   | Brink                                           | Gieten                   | staal                                           |            |
| 1995      | Wemeltje of Wemelie                          | Bert Kiewiet                  | Kerkstraat                                      | Gasselte                 | brons                                           |            |
| 1995      | Oorlogsmonument                              | Henk Schut                    | Lutkenend                                       | Gasselte                 | zwerfsteen met bronzen plaquette                |            |
| 1996      | Diabolo                                      | Michiel van Bakel             | Asserstraat                                     | Deurze                   | staal                                           |            |
| 1997      | De Smid                                      | Bert Kiewiet                  | Brink                                           | Gieten                   | brons                                           |            |
| 1997      | Harry Muskee                                 | Gerda van den Bosch           | Hoofdstraat/Voorstreek                          | Grolloo                  | brons                                           |            |
| 1997      | Ode aan de Eik                               | Onno de Ruijter               | Hoofdstraat, hoek Esweg                         | Ekehaar                  | koper                                           |            |
| 1999      | Vuurwerk                                     | Bert Kiewiet                  | bij Golfclub                                    | Gasselte                 | brons                                           |            |
| 2000      | Bescherming                                  | Bert Kiewiet                  | bij de Bonnerschool                             | Bonnen                   | brons                                           |            |
| 2000      | Moeder met kind (deel van een groter geheel) | Jo Klingers                   | Zuidlaarderweg (winkelcentrum)                  | Annen                    | hout en baksteen                                |            |
| 2000      | Fibonacci in de kring                        | Henk Crouwel                  | Anloërweg                                       | Annen                    | roestvast staal                                 |            |
| 2001      | Hazezussen                                   | Yvonne Visser                 | gemeentehuis Aa en Hunze                        | Gieten                   | brons                                           |            |
| 2002      | Kern                                         | Jos Willems                   | Spiekersteeg                                    | Gieten                   | cortenstaal en brons                            |            |
| 2002      | Water en natuur                              | Marte Röling                  | Spijkerboorsdijk                                | Annen                    |                                                 |            |
| 2002      | Boog                                         | Adriaan Rees                  | Semsstraat                                      | Eexterveenschekanaal     | keramiek en hout                                |            |
| 2004      | Monument Harry de Vroome                     | Bastiaan de Groot             | fietspad                                        | Balloërveld              | Zweeds graniet                                  |            |
| 2005      | Baptistenmonument                            |                               | Schreierspad                                    | Gasselternijveen         |                                                 |            |
| 2006      | Boer met melkbus                             | Jan Jalving                   | Voorstreek                                      | Grolloo                  | metaal (gebruikte stalen voorwerpen)            |            |
| 2006      | Through the window of my eyes                | onbekend                      | bospad (zijweg van de Uterinsweg)               | Grolloërveen             | natuursteen                                     |            |
| 2006      | Anne de Vries                                | Charles Henri                 | Balloërstraat                                   | Rolde                    | brons                                           |            |
| 2006      | Zonder titel                                 | Xandrien Thiel                | Spiekersteeg                                    | Gieten                   | cortenstaal                                     |            |
| 2016      | Monument voor Roelof Schuiling               | Albert Rademaker              | Roelof Schuilingbrink                           | Annen                    | zwerfsteen met ornament en tekst in cortenstaal |            |
| onbekend  | Wapenmozaïek Gasselte                        | onbekend                      | Vaart                                           | Gasselternijveen         | steen                                           |            |
| onbekend  | Haan                                         | Jan Dekkers                   | Broek                                           | Gieterveen               | cement                                          |            |
| onbekend  | Vrouw                                        | Jan Dekkers                   | Eexterweg, kruising Julianalaan                 | Gieten                   | cement                                          |            |
| onbekend  | Het Paard                                    | Leontine van Bronkhorst       | Elperstraat, bij dierenartsenpraktijk           | Schoonloo                | natuursteen                                     |            |
| onbekend  | Oorlogsmonument                              | onbekend                      | Oosterstraat/Koeriersterweg                     | Gasselternijveen         | natuursteen                                     |            |
| onbekend  | Trekkerskei                                  | onbekend                      | Westdorperstraat/Hoofdstraat                    | Schoonloo                | natuursteen                                     |            |